# Motorvägen Fredericia-Vejle
Motorvägen Fredericia-Vejle är en 9 km lång motorvägssträcka i Danmark som saknar skyltat nummer. Den bildar den nordöstra sidan i en motorvägstriangel vars södra sida ingår i E20 och vars nordvästra sida ingår i E45. Tillsammans med en del av E20 närmast Fredericia och E45:s sträckning norrut till Vejle och Århus har den fått namnet Østjyske Motorvej.
Det är tre trafikplatser, en i vartdera av triangelns hörn. De möjliggör inte trafik från en sida av triangeln till en annan, så i praktiken fungerar hela triangeln som en stor trafikplats för mötet mellan E45 och E20. Trafik från E20 österifrån till E45 norrut eller vice versa måste alltså välja denna motorväg. Ser men det som en enda trafikplats är den mycket stor, en triangel med 7-9 km långa sidor, och åtminstone fyra byar innanför.
Motorvägen byggdes cirka 1989 och ersatte landsvägen Fredericia-Vejle, som då hette E67, och var egen europaväg trots bara 18 km längd. Vid den tiden hade ett nytt system för europavägar fastställts, där landsvägen i fråga kallades E133, vilket aldrig infördes i Danmark. Danmark valde att slopa det separata europavägnumret när motorvägen invigdes, eftersom den bara är 9 km. De nya europavägsnumren infördes 1990 i Danmark, och alltså utan någon E133.